# Архангельский район
Арха́нгельский райо́н (баш. Архангел районы) — административно-территориальная единица (район) и муниципальное образование (муниципальный район) в её границах в составе Республики Башкортостан Российской Федерации.
Административный центр — село Архангельское.

## География
Расположен в центральной части республики, юго-восточнее Уфы. Площадь его территории составляет 2422 км². Территорию района пересекают железная дорога Карламан — Белорецк — Магнитогорск, именуемая в народе «Башкирским БАМом»  и региональная автомобильная дорога Уфа — Белорецк.

## История
Архангельский район был образован 20 августа 1930 года, когда, согласно постановлению президиума ВЦИК, было ликвидировано разделение Башкирской АССР на кантоны и образовано 48 районов.

## Население
| 1989    | 2002    | 2008    | 2009    | 2010    | 2012    | 2013    | 2014    | 2015    |
| ------- | ------- | ------- | ------- | ------- | ------- | ------- | ------- | ------- |
| 20 700  | ↘20 165 | ↘20 026 | ↘19 913 | ↘18 514 | ↘18 292 | ↘18 215 | ↘18 019 | ↘17 801 |
| 2016    | 2017    | 2021    |         |         |         |         |         |         |
| ↘17 686 | ↘17 630 | ↘17 179 |         |         |         |         |         |         |

Согласно прогнозу Минэкономразвития России, численность населения будет составлять:
- 2024 — 17,95 тыс. чел.,
- 2035 — 17,92 тыс. чел.

### Национальный состав
Согласно Всероссийской переписи населения 2010 года: башкиры — 45,4 %, русские — 38,5 %, татары — 10,6 %, чуваши — 2,4 %, лица других национальностей — 3,1 %.
В Арх-Латышском сельсовете компактно проживают латыши.
По итогам переписи населения 2020 года проживали следующие национальности (национальности менее 0,1 % и другое см. в сноске к строке «Другие»):
| Национальность | Численность, чел. | Доля     |
| -------------- | ----------------- | -------- |
| Башкиры        | 8108              | 47,20 %  |
| Русские        | 6796              | 39,56 %  |
| Татары         | 1434              | 8,35 %   |
| Чуваши         | 285               | 1,66 %   |
| Латыши         | 160               | 0,93 %   |
| Белорусы       | 57                | 0,33 %   |
| Узбеки         | 32                | 0,19 %   |
| Другие         | 307               | 1,78 %   |
| Итого          | 17 179            | 100,00 % |

### Языковой состав
Согласно Всероссийской переписи населения 2010 года родными языками населения являлись:
башкирский — 44,4 %, русский — 41,4 %, татарский — 10,1 %, чувашский — 2 %.
Согласно Всероссийской переписи населения 2020 года родными языками населения являлись:
башкирский — 47,1 %, русский — 42 %, татарский — 8 %, чувашский — 1,4 %.

## Административное деление
В Архангельский район как административно-территориальную единицу республики входит 12 сельсоветов.
В одноимённый муниципальный район в рамках местного самоуправления входит 12 муниципальных образований со статусом сельского поселения:
| №     | Муниципальное образование  | Административный центр | Количество населённых пунктов | Население (чел.) | Площадь (км²) |
| ----- | -------------------------- | ---------------------- | ----------------------------- | ---------------- | ------------- |
| 1e-06 | Сельское поселение         |                        |                               |                  |               |
| 1     | Абзановский сельсовет      | село Абзаново          | 3                             | ↘1028            | 54,61         |
| 2     | Архангельский сельсовет    | село Архангельское     | 2                             | ↗6027            | 63,47         |
| 3     | Арх-Латышский сельсовет    | деревня Максим Горький | 11                            | ↘1932            | 325,51        |
| 4     | Бакалдинский сельсовет     | село Бакалдинское      | 8                             | ↘1720            | 372,22        |
| 5     | Инзерский сельсовет        | село Валентиновка      | 9                             | ↘1112            | 735,37        |
| 6     | Ирныкшинский сельсовет     | село Ирныкши           | 4                             | ↗514             | 71,12         |
| 7     | Краснозилимский сельсовет  | село Красный Зилим     | 8                             | ↗1200            | 146,72        |
| 8     | Краснокуртовский сельсовет | деревня Шакировка      | 5                             | ↗349             | 203,11        |
| 9     | Липовский сельсовет        | село Благовещенка      | 8                             | ↘1272            | 168,57        |
| 10    | Орловский сельсовет        | деревня Орловка        | 5                             | ↘406             | 52,01         |
| 11    | Тавакачевский сельсовет    | деревня Тавакачево     | 4                             | ↗996             | 54,31         |
| 12    | Узунларовский сельсовет    | село Узунларово        | 4                             | ↘1074            | 174,43        |

### Населённые пункты
В Архангельском муниципальном районе расположен 71 населённый пункт.
| №  | Населённый пункт      | Тип                          | Население | Муниципальное образование  |
| -- | --------------------- | ---------------------------- | --------- | -------------------------- |
| 1  | Абзаново              | село                         | ↘836      | Абзановский сельсовет      |
| 2  | Азово                 | деревня                      | ↘461      | Узунларовский сельсовет    |
| 3  | Айтмембетово          | деревня                      | ↘310      | Узунларовский сельсовет    |
| 4  | Аккулево              | деревня                      | ↘5        | Орловский сельсовет        |
| 5  | Алексеевское          | деревня                      | ↘20       | Инзерский сельсовет        |
| 6  | Андреевка             | деревня                      | ↘46       | Орловский сельсовет        |
| 7  | Архангельское         | село, административный центр | ↘5763     | Архангельский сельсовет    |
| 8  | Аскино                | деревня                      | ↘2        | Арх-Латышский сельсовет    |
| 9  | Асы                   | деревня                      | ↗32       | Липовский сельсовет        |
| 10 | Бакалдинское          | село                         | ↘621      | Бакалдинский сельсовет     |
| 11 | Басиновка             | деревня                      | ↘133      | Бакалдинский сельсовет     |
| 12 | Бейсово               | деревня                      | ↘96       | Арх-Латышский сельсовет    |
| 13 | Белорус-Александровка | деревня                      | ↘86       | Липовский сельсовет        |
| 14 | Березовка             | деревня                      | ↘44       | Ирныкшинский сельсовет     |
| 15 | Благовещенка          | село                         | ↘490      | Липовский сельсовет        |
| 16 | Валентиновка          | село                         | ↘592      | Инзерский сельсовет        |
| 17 | Васильевка            | деревня                      | ↗18       | Краснозилимский сельсовет  |
| 18 | Верхние Ирныкши       | деревня                      | ↘75       | Абзановский сельсовет      |
| 19 | Верхние Лемезы        | деревня                      | ↘105      | Инзерский сельсовет        |
| 20 | Верхний Фроловский    | деревня                      | ↘28       | Инзерский сельсовет        |
| 21 | Гайфуллинское         | деревня                      | ↘31       | Тавакачевский сельсовет    |
| 22 | Горный                | деревня                      | ↘165      | Арх-Латышский сельсовет    |
| 23 | Заитово               | деревня                      | ↘238      | Краснозилимский сельсовет  |
| 24 | Заря                  | деревня                      | ↘294      | Арх-Латышский сельсовет    |
| 25 | Ирныкши               | село                         | ↘447      | Ирныкшинский сельсовет     |
| 26 | Казанка               | село                         | ↘323      | Инзерский сельсовет        |
| 27 | Карагай               | деревня                      | ↗18       | Узунларовский сельсовет    |
| 28 | Каракул               | деревня                      | ↘44       | Ирныкшинский сельсовет     |
| 29 | Карташевка            | деревня                      | ↘103      | Орловский сельсовет        |
| 30 | Кизги                 | деревня                      | ↘168      | Бакалдинский сельсовет     |
| 31 | Князево               | деревня                      | ↗20       | Ирныкшинский сельсовет     |
| 32 | Красная Горка         | деревня                      | →2        | Краснозилимский сельсовет  |
| 33 | Красная Регизла       | деревня                      | ↘66       | Арх-Латышский сельсовет    |
| 34 | Красный Зилим         | село                         | ↘534      | Краснозилимский сельсовет  |
| 35 | Кузнецовка            | деревня                      | ↘13       | Краснозилимский сельсовет  |
| 36 | Кумурлы               | село                         | ↘296      | Липовский сельсовет        |
| 37 | Кургаш                | деревня                      | ↘113      | Бакалдинский сельсовет     |
| 38 | Кызылярово            | деревня                      | ↘127      | Абзановский сельсовет      |
| 39 | Кысынды               | деревня                      | ↘304      | Краснозилимский сельсовет  |
| 40 | Лагутовка             | деревня                      | ↗30       | Инзерский сельсовет        |
| 41 | Лукинский             | деревня                      | ↘14       | Краснозилимский сельсовет  |
| 42 | Магаш                 | деревня                      | →162      | Краснозилимский сельсовет  |
| 43 | Максим Горький        | деревня                      | ↘802      | Арх-Латышский сельсовет    |
| 44 | Михайловка            | деревня                      | ↘77       | Инзерский сельсовет        |
| 45 | Муллакаево            | деревня                      | ↘201      | Арх-Латышский сельсовет    |
| 46 | Николаевка            | деревня                      | ↘2        | Орловский сельсовет        |
| 47 | Новокызылярово        | деревня                      | ↗30       | Липовский сельсовет        |
| 48 | Новоустиновка         | деревня                      | ↘159      | Архангельский сельсовет    |
| 49 | Новочишма             | деревня                      | ↘166      | Липовский сельсовет        |
| 50 | Новошареево           | деревня                      | ↘223      | Липовский сельсовет        |
| 51 | Новые Сарты           | деревня                      | ↘28       | Липовский сельсовет        |
| 52 | Орловка               | деревня                      | ↘300      | Орловский сельсовет        |
| 53 | Петропавловка         | деревня                      | ↗14       | Бакалдинский сельсовет     |
| 54 | Победа                | деревня                      | ↘71       | Арх-Латышский сельсовет    |
| 55 | Приураловка           | деревня                      | ↘55       | Арх-Латышский сельсовет    |
| 56 | Приуралье             | деревня                      | ↘373      | Тавакачевский сельсовет    |
| 57 | Родинский             | деревня                      | ↗81       | Бакалдинский сельсовет     |
| 58 | Сагитово              | деревня                      | ↘55       | Краснокуртовский сельсовет |
| 59 | Сухополь              | деревня                      | #Н/Д      | Инзерский сельсовет        |
| 60 | Тавакачево            | деревня                      | ↘594      | Тавакачевский сельсовет    |
| 61 | Тереклы               | деревня                      | ↘520      | Бакалдинский сельсовет     |
| 62 | Троицкое              | деревня                      | ↘63       | Краснокуртовский сельсовет |
| 63 | Тукмаклы              | деревня                      | ↘76       | Краснокуртовский сельсовет |
| 64 | Убалары               | деревня                      | ↘248      | Арх-Латышский сельсовет    |
| 65 | Узунларово            | село                         | ↘415      | Узунларовский сельсовет    |
| 66 | Усаклы                | деревня                      | ↘217      | Бакалдинский сельсовет     |
| 67 | Успенка               | деревня                      | ↘87       | Краснокуртовский сельсовет |
| 68 | Устье-Бассы           | деревня                      | ↗22       | Тавакачевский сельсовет    |
| 69 | Чик-Елга              | деревня                      | ↘63       | Арх-Латышский сельсовет    |
| 70 | Шакировка             | деревня                      | ↘126      | Краснокуртовский сельсовет |
| 71 | Яркинский             | деревня                      | ↘0        | Инзерский сельсовет        |

## Экономика
Развито животноводство молочно-мясного направления и пчеловодство, возделываются яровая пшеница, свекла сахарная, озимая рожь и овёс. Значительное развитие получила лесная промышленность. Имеются месторождения нефти и кирпичного сырья.
Район располагает значительными лесными ресурсами: 163 тысячи гектаров. Общие запасы древесины составляют более 20 млн. кубометров.

## Здравоохранение
В районе действуют Архангельская центральная районная больница на 124 койки, районная поликлиника на 250 посещений в смену, 39 фельдшерско-акушерских пунктов, дневной стационар на 16 коек в 2 смены.
Обеспеченность койками в 2009 году составила 52,4 штук на 10 тыс. населения, врачами — 15,9 чел. на 10 тыс. населения.

## Достопримечательности
Природные достопримечательности: Аскинская ледяная пещера и её окрестности, Клюквенное озеро у села Орловка, Архангельский государственный заказник по охране водоплавающих птиц.